# Powiat tarnobrzeski (II Rzeczpospolita)
Powiat tarnobrzeski – powiat województwa lwowskiego II Rzeczypospolitej. Jego siedzibą było miasto Tarnobrzeg. 1 sierpnia 1934 r. dokonano nowego podziału powiatu na gminy wiejskie.

## Starostowie
- Jan Bochniak (1918)[2]
- Benedykt Łącki (1918 - 1919)[2]
- Popiel (1919)[2]
- Władysław Olszewski (1919 - kwiecień 1921)[2]
- Tadeusz Spiss (kwiecień 1921 - październik 1924)[2]
- Franciszek Czernik (październik 1924 - 1933)[2][3]
- Mieczysław Panglisz (1933-)[4]
- Tadeusz Len (do 1939, początkowo kierownik, od lipca 1935 rzeczywisty starosta)[2][5]

## Gminy wiejskie w 1934 r.
- gmina Antoniów[6]
- gmina Charzewice
- gmina Zbydniów
- gmina Trześń
- gmina Grębów
- gmina Tarnobrzeg
- gmina Chmielów
- gmina Baranów

## Miasta
- Baranów
- Rozwadów
- Tarnobrzeg